# Carlos Blanco Pérez (militar)
Carlos Blanco Pérez (6 de agosto de 1862-22 de marzo de 1935) fue un militar español que ocupó diversos cargos en la administración del Estado. Consejero togado del Cuerpo Jurídico Militar, llegó a ser director general de Seguridad en varias ocasiones y también presidente del Consejo de Estado.

## Biografía
Militar de carrera, pertenecía al Cuerpo Jurídico Militar.
En diciembre de 1912 fue nombrado inspector general de Seguridad en Madrid, cargo que ocuparía hasta abril de 1919. Posteriormente, en diciembre de 1922 fue nombrado director general de Orden Público —con la categoría de Jefe superior de Administración civil—, puesto que desempeñó hasta septiembre de 1923. En estos años también ocupó otros cargos de cierta importancia: auditor general del Ejército (1919); delegado del gobierno para la represión del contrabando en las provincias de Almería, Cádiz, Granada y Málaga (1922); o fiscal togado del Consejo Supremo de Guerra y Marina (1924). Llegaría a alcanzar el rango de general de división.
Tras proclamación de la Segunda República, el 15 de abril de 1931 fue nombrado director general de Seguridad, designado para el cargo a instancias de Niceto Alcalá-Zamora. Para el 10 de mayo se había previsto la celebración de un acto monárquico, evento que Blanco Pérez autorizó, aunque sin llegar a comunicárselo al ministro de la gobernación Miguel Maura. Durante el acto se produjeron diversos incidentes entre monárquicos y republicanos que acabarían desembocando en mayores disturbios al día siguiente, con la quema de conventos y edificios religiosos en Madrid, y —posteriormente— en otras ciudades españolas. Estos incidentes provocaron una grave crisis en el seno de la República y en el gobierno provisional republicano, lo que supuso la salida de Blanco Pérez como director general de seguridad.
Carlos Blanco se había hecho militante del partido Derecha Liberal Republicana (DLR) poco antes de que se proclamara la República. En las elecciones de 1931 fue elegido diputado de DLR por la circunscripción de Cuenca. Tras su salida de la Dirección General de Seguridad, fue brevemente Presidente de la Sala Militar del Tribunal Supremo y posteriormente presidente del Consejo de Estado, cargo que ocupó entre 1931 y 1933. Pasó a la reserva en 1932.
Falleció en Madrid el 22 de marzo de 1935.